# Whangārei

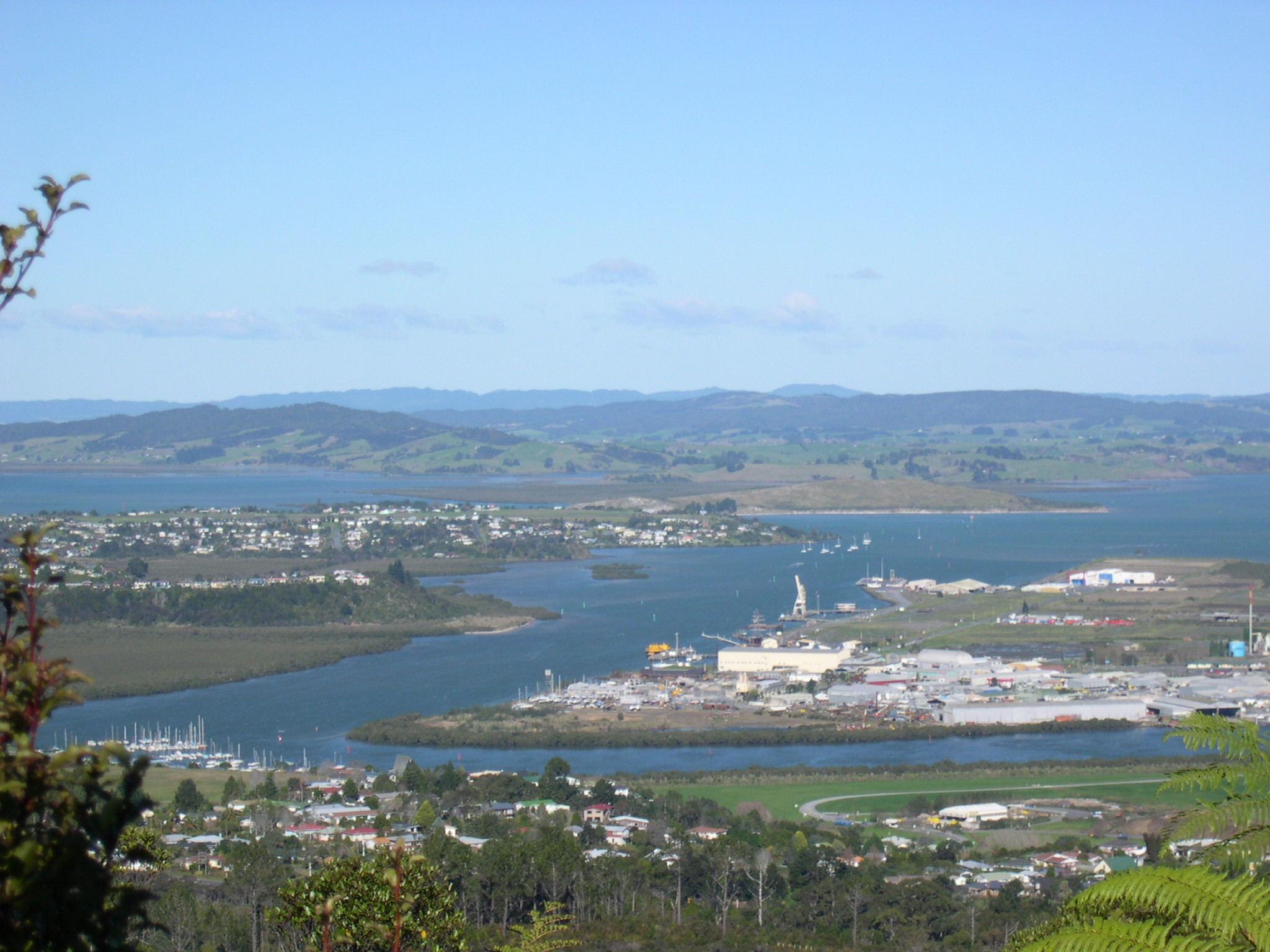
Blick über das Mündungsgebiet des Hātea Rivers

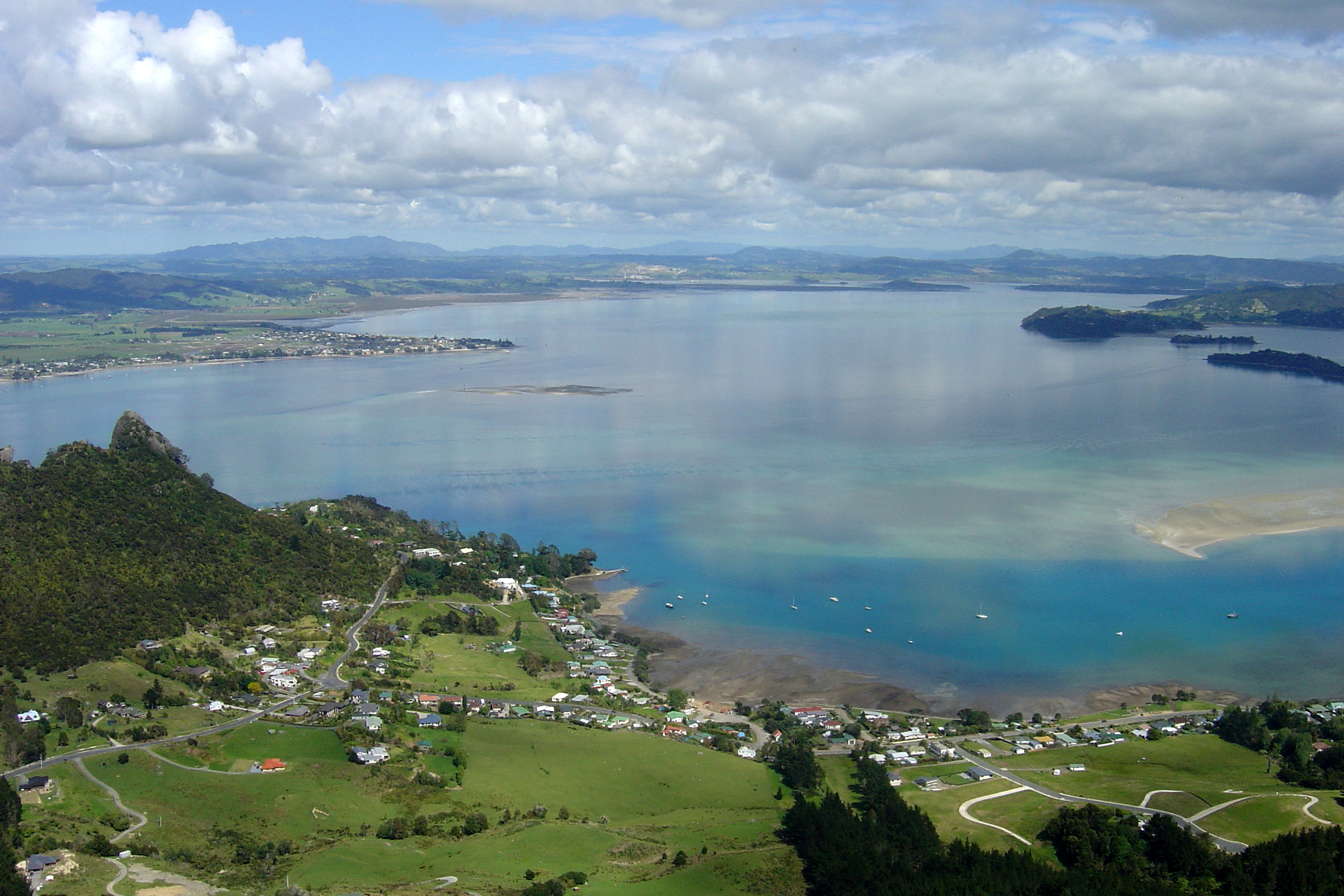
Whangārei Harbour

Whangārei ist eine Stadt in der Region Northland im Norden der Nordinsel von Neuseeland. Sie ist Verwaltungssitz der Region und zugleich Sitz des Whangarei Districts.

## Namensherkunft
Es gibt verschiedene Interpretationen darüber, wo der Name Whangārei seinen Ursprung hat. In der maorischen Schreibweise des Namens ist man sich in Neuseeland nicht ganz einig. Schreibweisen wie „Whāngārei“ oder „Whangārei“ sind zu finden.
Eine Herkunftsgeschichte des Namens bezieht sich auf die Bezeichnung des Naturhafens Whangārei Harbour, abgeleitet von „Te Whanga-o-Reitū“ oder „Te Whanga-o-Reipae“, wobei „Whanga“ Hafen bedeutet und Reitū sowie Reipae die Namen von Schwestern waren, die in der Mythologie der Māori im Hafen als Vögel landeten. „Rei“ könnte also deren Namen entlehnt sein und zusammengesetzt Whangārei ergeben, der Hafen der Reitū bzw. Reipae.
Zwei weitere Herkunftsgeschichten beziehen sich auf Orte, von denen einer ein Felsen ist und der andere der Sammlungsort von Walen sein sollte, so der Whangārei Harbour. Eine vierte Version bezieht sich auf eine Geschichte mit einem jungen Mann und einem Wal.

## Geographie
Whangārei befindet sich rund 130 km nördlich von Auckland direkt am Whangārei Harbour, einem Naturhafen an der Ostküste mit Zugang zum Pazifischen Ozean. Durch die Stadt fließt in Nord-Süd-Richtung der Hātea River, der am südlichen Ende der Stadt in den Whangārei Harbour mündet. Die Stadt wird bis auf den südlichen Teil von Bergen umgeben, die im Westen bis auf 355 m, im Norden bis auf 391 m und im Osten in unmittelbarer Stadtnähe bis auf 259 m ansteigen. Whangārei erstreckt sich in Nord-Süd-Richtung über rund zwölf Kilometer und misst an seiner schmalsten Stelle zwischen den Bergen lediglich einen Kilometer in Ost-West-Richtung.
Durch die Stadt verläuft der New Zealand State Highway 1 und die Bahnstrecke Auckland–Opua, auf der heute aber nur noch Güterverkehr stattfindet. Im südlichen Ausgang der Stadt zweigt der New Zealand State Highway 14 vom State Highway 1 nach Westen ab und bindet Dargaville im angrenzenden Kaipara District an.

## Geschichte
Das Land im weitläufigen Gebiet um Whangārei herum wurde in voreuropäischer Zeit von verschiedenen Māori-Stämmen besiedelt, wie den Ngare Raumati, den Ngāi Tāhuhu, den Ngātiwai und den Te Parawhau, wobei letztere eher an dem Ort, wo sich heute die Stadt befindet, gesiedelt haben.
1839 kamen die ersten europäischen Siedler, die den Ort für die Verarbeitung von Kauri-Holz nutzten. Als in den 1840er Jahren zwischen britischen Truppen und Māori-Stämmen der Krieg ausbrach, flohen die Holzarbeiter nach Auckland. Die Gewinnung von Gummi aus dem Saft des Kauri-Baumes und der Schiffsbau brachten nach der Befriedung der Region die Siedler wieder zurück. Auch die Produktion von Zement aus dem Limestone der Gegend brachten neue Arbeiter in die Stadt. Weitere Industrie, wie die Glasproduktion, Düngemittelherstellung und nicht zuletzt in neuerer Zeit die Verarbeitung von Rohöl am Masden Point machten die Stadt zu einem wirtschaftlichen, gesellschaftlichen und politischen Zentrum der Region Northland.
Whangarei war einer der Austragungsorte der Rugby-Union-Weltmeisterschaft 2011 und der Frauen-Rugby-Union-Weltmeisterschaft 2021.

## Bevölkerung
Zur Volkszählung 2013 zählte Whangārei rund 45.100 Einwohner, aufgeteilt auf zwei Wards, dem Denby Ward und dem Okara Ward.

## Stadtgliederung
Die Stadt wird in 19 Stadtteile unterteilt, die rund um das Stadtzentrum, dem sogenannte „Town Basin“ liegen.
- Im Norden der Stadt befinden sich die Stadtteile: Kamo, Whau Valley, Springs Flat, Tikipunga, Three Mile Bush, Otangarei, Mair Town, Regent und Kensington.
- Der Osten besteht aus den Stadtteilen: Riverside, Sherwood Rise, Parihaka und Onerahi, wo sich auch der Flughafen befindet.
- Im Westen bzw. Südwesten liegen die Stadtteile: Raumanga, Morningside, Maunu, Horahora, Woodhill und Avenues

Administrativ gesehen ist Whangārei seit der Verwaltungsreform im Jahr 1989 keine richtige Stadt mehr, da durch die Reform die Verwaltungen von Stadt und Umland in ganz Neuseeland bis auf wenige Ausnahmen zusammengelegt wurden. Seit dieser Zeit wird Whangārei zusammen mit seinem Umland als Whangarei District verwaltet. Trotzdem wird Whangārei auf Grund seiner Größe allgemein als „Stadt“ bezeichnet.

## Wirtschaft
Rund zwei Kilometer südöstlich des Stadtzentrums befindet sich der Hafen mit dem Gewerbegebiet und weitere vier Kilometer südwestlich der kleine Regionalflughafen der Stadt.

## Sehenswürdigkeiten
Neben dem Quayside Way, einer zum Flanieren und Essengehen geeigneten Hafenpromenade des Jachthafens, bietet Whangārei vom „Hausberg“ Mount Parihaka eine mehr als 180 Grad Sicht nach Süden mit Blick über den Whangārei Harbour. Im Nordosten der Stadt befinden sich die Whangārei Falls und im Westen der Stadt der Kiwi Nort Heritage Park. Im Zentrum der Stadt kann der Botanische Garten „Fernery“ besichtigt werden, in dem alle Farnarten Neuseelands zu sehen sind. Auch das Whangarei Art Museum und das Claphams Clock Museum liegen zentral. Etwas außerhalb im Stadtteil Morningside im Süden gibt es eine Kauri Clock Factory, die ebenfalls zu Besichtigungen einlädt.

## Hundertwasser Art Centre with Wairau Māori Art Gallery
Der Whangarei District Council (Distriktrat) plante zu Ehren von Friedensreich Hundertwasser ein Kunstzentrum in der Stadt zu errichten und bat Hundertwasser bereits 1993 um den Entwurf für dieses Kunstzentrum. Hundertwasser skizzierte ein zweistöckiges Gebäude mit einem von unten begehbarem bewaldeten Dach auf dem schönsten Platz in Whangarei, an einem Wasserarm des Yachthafens. Das  Hundertwasser Art Centre sollte gleichzeitig die Wairau Māori Art Gallery beherbergen. Nachdem der Whangarei District Council 2014 seine Unterstützung für das geplante Hundertwasser Art Center zurückgezogen hatte, entschied sich eine Gruppe lokaler Bürger, die Realisierung des Projektes zu übernehmen. Sie gründeten den Prosper Northland Trust für die Realisierung des Vorhabens. Nach dem Erfolg eines öffentlichen Referendums bildete der PNT in Zusammenarbeit mit dem Whangarei Art Museum Trust und dem Wairau Māori Art Gallery Board ein Team von Freiwilligen, um die erforderlichen Mittel für die Realisierung des Projekts zu sammeln. Das Projektteam musste das Ziel von 16,25 Mio. NZ$ bis Ende Juni 2017 erreichen, damit das Projekt fortgesetzt werden konnte. Um auch die Betriebskosten zu sichern, wurde das Budget auf 20,97 Mio. NZ$ erhöht. Das Team von ehrenamtlichen Mitarbeitern (man schätzt, dass über 200 Personen mehr als 30.000 Stunden Arbeitszeit für das Projekt geleistet haben) erfüllte die Bedingungen bis zum 30. Juni 2017 und sammelte die gesamten 20,97 Millionen NZ-Dollar. Die Bauarbeiten begannen im Juni 2018 und sollen bis Ende 2020 / Anfang 2021 abgeschlossen sein. Das HUNDERTWASSER ART CENTER mit der Wairau Māori Art Gallery wird über eine hochmoderne Galerie mit Originalwerken von Friedensreich Hundertwasser und Neuseelands erste Galerie für zeitgenössische Māori-Kunst verfügen. Es befindet sich an der von Hundertwasser ausgewählten Stelle an der Ecke Quayside und Riverside im Whangarei Town Basin.

## Städtepartnerschaften
- Bountiful, Utah (USA)
- Redmond, Oregon (USA)
- Ein Friendly-City-Arrangement besteht seit Juni 2014 mit der chinesischen Stadt Haikou in der Provinz Hainan.[7]

## Persönlichkeiten
In Whangarei geboren:
- Beatrix Dobie (1887–1944), Malerin
- Doreen Blumhardt (1914–2009), Töpferin, Keramikerin und Kunstpädagogin
- Winston Peters (* 1945), Außenminister und Vorsitzender der Partei New Zealand First
- Bryce Beeston (* 1947), Radrennfahrer
- Arthur Parkin (1952–2023), Hockeyspieler
- Keith Urban (* 1967), Country-Sänger (in Australien aufgewachsen, in den USA große Erfolge verbucht)
- Mike Sanderson (* 1971), Weltumsegler und Segelmacher
- Paul Foster-Bell (* 1977), Politiker
- Caleb Ross (* 1981), Schauspieler, spielte zum Beispiel Lex in The Tribe
- John Moody (* 1983), Badmintonspieler
- Nicky Samuels (* 1983), Triathletin
- Tim Southee (* 1988), Cricketspieler
- Abby Erceg (* 1989), Fußball-Nationalspielerin
- Hannah Wilkinson (* 1992), Fußball-Nationalspielerin
- Laura Dekker (* 1995), niederländisch-deutsch-neuseeländische Seglerin

Personen mit Bezug zur Stadt:
- Samantha Warriner (* 1971), Leichtathletin (Silber beim Triathlon der Commonwealth Games 2006 in Melbourne)